# Stefka Kostadinova
Stefka Kostadinova (în bulgară Стефка Костадинова; n. 25 martie 1965, Plovdiv, Republica Populară Bulgaria) este o fostă atletă bulgară de talie mondială, specializată în sărituri în înălțime.

## Carieră
Atleta a depășit pentru prima dată pragul de doi metri în 1984 dar nu a participat la Jocurile Olimpice de la Los Angeles din cauza boicotului de către blocul comunist. În 1986, Kostadinova a egalat recordul mondial de 2,07 m al compatrioatei sale Liudmila Andonova. Șase zile mai târziu, l-a îmbunătățit cu un centimetru. La Campionatele Mondiale din 1987 de la Roma a stabilit recordul mondial actual cu o săritură de 2,09 m. Recordul ei a fost doborât abia 37 de ani mai târziu de Iaroslava Mahucih.
Bulgăroaica a cucerit medalia de aur la Jocurile Olimpice din 1996 de la Atlanta și argintul la Jocurile Olimpice din 1988 de la Seul. De două ori a devenit campioană mondială, la Roma 1987 și la Göteborg 1995. Nu mai puțin de cinci ori a fost campioană mondială în sală, în anii 1985, 1987, 1989, 1993 și 1997.
În anul 2012 ea a fost inclusă în memorialul „IAAF Hall of Fame”.
In 2005 Stefka Kostadinova a fost aleasă în funcția de președinte al Comitetului Olimpic Bulgar.

## Realizări
| An   | Competiție                               | Locație                     | Loc | Note   |
| ---- | ---------------------------------------- | --------------------------- | --- | ------ |
| 1981 | Campionatul European de Juniori (sub 20) | Utrecht, Olanda             | 9   | 1,78 m |
| 1984 | Campionatul European în sală             | Göteborg, Suedia            | 11  | 1,75 m |
| 1985 | Jocurile Mondiale în sală                | Paris, Franța               | 1   | 1,97 m |
| 1985 | Campionatul European în sală             | Pireu, Grecia               | 1   | 1,97 m |
| 1986 | Campionatul European                     | Stuttgart, Germania         | 1   | 2,00 m |
| 1987 | Campionatul European în sală             | Liévin, Franța              | 1   | 1,97 m |
| 1987 | Campionatul Mondial în sală              | Indianapolis, Statele Unite | 1   | 2,05 m |
| 1987 | Campionatul Mondial                      | Roma, Italia                | 1   | 2,09 m |
| 1988 | Campionatul European în sală             | Budapesta, Ungaria          | 1   | 2,04 m |
| 1988 | Jocurile Olimpice                        | Seul, Coreea de Sud         | 2   | 2,01 m |
| 1989 | Campionatul Mondial în sală              | Budapesta, Ungaria          | 1   | 2,02 m |
| 1991 | Campionatul Mondial                      | Tokio, Japonia              | 6   | 1,93 m |
| 1992 | Campionatul European în sală             | Genova, Italia              | 2   | 2,02 m |
| 1992 | Jocurile Olimpice                        | Barcelona, Spania           | 4   | 1,94 m |
| 1993 | Campionatul Mondial în sală              | Toronto, Canada             | 1   | 2,02 m |
| 1993 | Campionatul Mondial                      | Stuttgart, Germania         | 15  | 1,90 m |
| 1994 | Campionatul European în sală             | Paris, Franța               | 1   | 1,98 m |
| 1995 | Campionatul Mondial                      | Göteborg, Suedia            | 1   | 2,01 m |
| 1996 | Jocurile Olimpice                        | Atlanta, Statele Unite      | 1   | 2,05 m |
| 1997 | Campionatul Mondial în sală              | Paris, Franța               | 1   | 2,02 m |

## Recorduri personale
| Probă                        | Performanță | Dată              | Locație |
| ---------------------------- | ----------- | ----------------- | ------- |
| Săritură în înălțime         | 2,09 m RN   | 30 august 1987    | Roma    |
| Săritură în înălțime în sală | 2,06 m RN   | 20 februarie 1988 | Atena   |

## Legături externe
Materiale media legate de Stefka Kostadinova la Wikimedia Commons
- en Stefka Kostadinova la World Athletics
- en Stefka Kostadinova la Olympedia.org
- en  Stefka Kostadinova la athleticspodium.com